# Николаевская церковь (Каменец-Подольский)
Церковь Сурб Никогайос (Святого Николая) — армянская церковь 1250 или 1398 года, расположенная в городе Каменец-Подольский. Изначально находилась в юрисдикции армянской апостольской церкви (ААЦ), затем армяно-католической церкви. С 1840 по 1962 год являлась приходом русской православной церкви (РПЦ). С 1991 года — храм украинской православной церкви (УПЦ). В церкви до 1767 года находилась почитаемая католиками, православными и последователями армянской церкви, икона Богоматери Армянской.

## История
Точное время образования армянской колонии в городе Каменец-Подольский неизвестно. По разным данным армяне поселились здесь в XI — XIII веках. В XVII веке в городе уже насчитывалось 1200 семей армян. Составляя значительную часть населения Каменец-Подольского и занимая большую часть города, армяне были вовлечены в его культурную, экономическую и военную жизнь. Селились в основном в юго-восточной части города; до сих пор в городе имеется квартал, известный среди местных под названием Армянский. Здесь располагался центр торговой деятельности — Армянский рынок, а также, не сохранившийся до наших дней, армянский магистрат (ратуша) и главные армянские храмы города.

## История церкви

### Основание
Армянская церковь св. Николая, построенная в Каменце-Подольском и сохранившаяся до наших дней, является одной из самых старых армянских церквей Подолии. По преданию, церковь была построена в XII или XIII веке. Вартан Григорян с такой датировкой не согласен. Согласно ему из документа, составленного в связи со строительством, явствует, что церковь была построена в 1398 г., на средства Синана, сына Хутлубея. В этом документе, написанном иереем Филиппосом, известном как «завещание Синана», последний обещает построить, и строит, за свои средства церковь во имя св. Николая. После чего Синан завещает, чтобы никто из его родственников не имел никаких прав на церковь, за исключением тех случаев, когда кто либо из них станет священником верным учениям ААЦ. Алла Тер-Саркисянц отмечает, что церковь была построена в 1250 году.

### Дальнейшая судьба
Церковь св. Николая не могла удовлетворить потребности постоянно увеличивающейся армянской колонии Каменца. В XV веке была построена новая церковь. Последняя тоже была названа именем св. Николая, а первая, переименованная в церковь Благовещения св. Богородицы, стала второстепенной, а по мнению некоторых, возможно кладбищенской церковью или часовней. В 1597 году церковь из деревянной была перестроена в каменную. Церковь Благовещения располагалась на территории большого армянского кладбища, где было похоронено большое количество армян умерших от эпидемий чумы 1738 и 1770 годов.
С XVII века при храме жили армянские монахини-девотки, которые всячески препятствовали унии с римско-католической церковью. После введения унии монахиням, ярым противникам унии, было предписано закрыть свою общину. Несмотря на это, армянские монахини просуществовали в Каменец-Подольском вплоть до 1792 года, когда вследствие захвата города турками и последовавшими за этим притеснениями, они были вынуждены покинуть город. Во время господства турок в городе, была разрушена крыша церкви, выбиты окна и двери. В XVIII веке купец-армянин Богдан Латинович полностью отреставрировав церковь, доставил в неё необходимую для проведения обрядов утварь. После реставрации в церкви Благовещения была установлена икона Богоматери Армянской, привезенная из Львова.
10 декабря 1810 года умер последний армянский священник церкви Благовещения Даниэль Левицкий. Спустя год, в начале 1811 года, армяно-католической церковью, по просьбе униатов (греко-католиков или украино-католиков) церковь была передана им. После передачи церкви Благовещения была переименована в церковь св. Николая, куда была перенесена местночтимая икона Святителя Николая. Некоторое время спустя, 15 мая 1840 года (или в 1939 году), церковь вместе с настоятелем Виктором Лабейковским, после его долгого сопротивления, сопровождавшегося арестом и отправкой в Киев, была присоединена к православию. Стала православной. Церковь св. Николая была открыта для прихожан до 1962 года, затем её помещения использовались как склад. До недавнего времени там размещалась часть государственного архива Хмельницкой области. В 1990 году Николаевскую церковь передали Украинской православной церкви. В 1991-1997 годах в церкви были произведены реставрационные работы.

### Современное состояние
Церковь св. Николая, являясь архитектурным памятником, сохранилась до наших дней, и находится под охраной государства. На сегодняшний день территория архитектурного памятника окружена каменной стеной. В пределах участка находится колокольня, два жилых одноэтажных дома, отделяющие территорию и одноэтажная хозяйственная пристройка. Сквозь колокольню проходит аллея вымощенная кусками мраморных плит, ведущая к главному входу церкви. Вокруг церкви — каменная отмостка. Перед главным фасадом здания разбита зона отдыха со скамейками и цветниками.

## Реликвии

### Икона Божией Матери Армянской
В церкви некоторое время хранилась икона Богоматери Армянской, привезённая, по мнению некоторых, из столицы армянского царства — города Ани. Согласно одному из преданий, во время одного из турецких набегов на Каменец-Подольский икона была похищена и вывезена в Македонию, где в одной из турецких семей служила доской, на которой месили тесто. Каменецкие купцы-армяне, бывшие в Македонии по торговым делам, выкупили её и возвратили в город.

### Служебник
До наших дней сохранился армянский служебник, написанный в 1345 году в крымском городе Сурхат. В 1394 году, он был куплен и подарен церкви Синаном. Рукопись находилась в Каменец-Подольском до 1891 года, когда вместе с другими армянскими рукописями была перевезена в Петербург и теперь хранится в Государственной публичной библиотеке им. Салтыкова-Щедрина.

## Архитектура
Церковь св. Николая представляла собой маленькое строение с прочными и толстыми стенами, стоящее в самом центре небольшого двора, и еле заметная за окружающими её стенами. Имеет три ризницы и хоры. Толщина стен храма достигает полутора метров. Образ здания дополняют окошки-бойницы и мощные контрфорсы, подпирающие стены. В одном из контрфорсов, располагается, по сей день, традиционный армянский каменный крест — хачкар. В конце XVIII века к западному фасаду храма была пристроена колокольня. В конце XIX века, к зданию был пристроен притвор, железными скрепами укреплён свод и стены, а с двух сторон храма выстроили каменные ограждения с проходами. При входе в церковную усадьбу была возведена звонница.

## Армянское кладбище
Армянское кладбище XIII века, где располагалась церковь, в своё время, занимало обширную территорию. В 1863 году, посетивший его Габриэл Айвазовский отмечал, что там ещё сохранились надгробные плиты с армянскими надписями. В описании своего путешествия он приводит одну из таких надписей: «В году ՉՂԲ (1343) умер и был похоронен пан Акоп, сын Амирджана».
Минас Бжишкян (1777—1851), побывавший в городе, также видел надгробные плиты с армянскими надписями, на одной из которых была дата ՌԱ (1552). На кладбище, при церкви, был похоронен и католикос Мелькиседек, скончавшийся в Каменце 18 марта 1627 года. В хронике армянского историка из Каменеца Степаноса Рошки (Каменаци) (1670—1739) по этому поводу было записано: «…погребён в стене освящённой им церкви Благовещения св. Богородицы согласно своему завещанию». Могила покойного католикоса находилась у северной стены церкви, где был сделан барельеф, который, несмотря на переход церкви в руки украинцев, в конце XIX века был ещё на месте. Позже, для удобства размещения иконы св. Николая, барельеф был уничтожен.

## Галерея
- Колокольня церкви